# ティム・エリオット
ティム・エリオット（Tim Elliott、1986年12月24日 - ）は、アメリカの男性総合格闘家。カンザス州ウィチタ出身。 エクストリーム・クートゥア所属。元Titan FCフライ級王者。TUF 24王者。UFC世界フライ級ランキング10位。

## 来歴
レスリングでウィチタ南高校時代に州王者、ラベット短期大学ではNJCAAで優勝した。セントラル・オクラホマ大学を卒業。
2009年にプロデビュー。
2011年12月16日、RFA 1で元UFC世界ライト級王者のジェンス・パルヴァーと対戦し、膝蹴りでKO勝ち。

### UFC
2012年5月5日、UFC初出場となったUFC on FOX 3でジョン・ドッドソンと対戦し、0-3の判定負け。
2012年12月16日、The Ultimate Fighter 16 Finaleでジャレッド・パパジアンと対戦し、判定勝ち。ファイト・オブ・ザ・ナイトを受賞した。
2013年8月31日、UFC 164でフライ級ランキング7位のルイス・ゴーディノと対戦し、判定勝ち。
2014年4月26日、UFC 172でフライ級ランキング2位のジョセフ・ベナビデスと対戦。序盤は3度テイクダウンを奪うなど圧倒していたがギロチンチョークで一本負け。
2015年2月14日、UFC Fight Night: Henderson vs. Thatchでフライ級ランキング10位のザック・マコウスキーと対戦し、判定負け。3連敗となりUFCからリリースされた。

### UFCリリース後
2015年7月18日、Titan FC 34のTitan FCフライ級王座決定戦でイリアルジ・サントスと対戦し、判定勝ち。王座獲得に成功した。

### The Ultimate Fighter
2016年、リアリティ番組「The Ultimate Fighter」のシーズン24に参加。ジョセフ・ベナビデス率いるチーム・ベナビデスに所属。フライ級トーナメント1回戦でチャーリー・アラニーズと対戦し、ブルドッグチョークで一本勝ち。準々決勝でマット・シュネルと対戦し、ギロチンチョークで一本勝ち。準決勝で エリック・シェルトンと対戦し、判定勝ち。決勝戦で扇久保博正と対戦し、判定勝ち。優勝を果たし、王座挑戦権を獲得した。

### UFC復帰
2016年12月3日、The Ultimate Fighter 24 FinaleのUFC世界フライ級タイトルマッチで王者のデメトリアス・ジョンソンに挑戦し、ギロチンチョークやダースチョークを極めかけるなど善戦したものの、0-3の5R判定負けを喫し王座獲得に失敗した。
2017年4月15日、UFC on FOX 24でフライ級ランキング12位のルイス・スモルカと対戦。激しいグラウンドの攻防を制し3-0の判定勝ち。ファイト・オブ・ザ・ナイトを受賞した。
2017年6月11日、UFC Fight Night: Lewis vs. Huntでフライ級ランキング12位のベン・ウェンと対戦し、リアネイキッドチョークで一本負けを喫した。
2017年12月30日、バンタム級転向初戦となったUFC 219でマーク・デ・ラ・ロサと対戦し、アナコンダチョークで一本勝ち。パフォーマンス・オブ・ザ・ナイトを受賞した。
2019年10月12日、UFC Fight Night: Joanna vs. Watersonでフライ級ランキング3位のデイブソン・フィゲイレードと対戦し、ギロチンチョークで一本負け。
2021年10月9日、UFC Fight Night: Dern vs. Rodriguezでフライ級ランキング11位のマテウス・ニコラウと対戦し、判定負け。
2022年3月5日、UFC 272でフライ級ランキング15位のタギル・ウランベコフと対戦し、3-0の判定勝ち。
2023年10月21日、UFC 294でフライ級ランキング11位のムハンマド・モカエフと対戦し、肩固めで3R一本負け。
2023年12月9日、UFC Fight Night: Song vs. Gutiérrezでフライ級ランキング12位のス・ムダルジとバンタム級契約で対戦し、肩固めで1R一本勝ち。パフォーマンス・オブ・ザ・ナイトを受賞した。負傷欠場したアラン・ナシメントの代役を受けての緊急出場であった。
2025年8月16日、1年8カ月ぶりの復帰戦となったUFC 319でフライ級ランキング15位の元RIZINバンタム級王者朝倉海と対戦し、マウントポジションでのギロチンチョークで2R一本勝ち。2試合連続のパフォーマンス・オブ・ザ・ナイトを受賞した。

## 戦績

### 総合格闘技
| 総合格闘技 戦績 | 総合格闘技 戦績 | 総合格闘技 戦績 | 総合格闘技 戦績 | 総合格闘技 戦績 | 総合格闘技 戦績 | 総合格闘技 戦績 |
| --------------- | --------------- | --------------- | --------------- | --------------- | --------------- | --------------- |
| 35 試合         | (T)KO           | 一本            | 判定            | その他          | 引き分け        | 無効試合        |
| 21 勝           | 3               | 8               | 10              | 0               | 1               | 0               |
| 13 敗           | 1               | 6               | 6               | 0               | 1               | 0               |

| 勝敗 | 対戦相手                   | 試合結果                       | 大会名                                                               | 開催年月日     |
| ○    | 朝倉海                     | 2R 4:39 ギロチンチョーク       | UFC 319: du Pressis vs. Chimaev                                      | 2025年8月16日  |
| ○    | ス・ムダルジ               | 1R 4:02 肩固め                 | UFC Fight Night: Song vs. Gutiérrez                                  | 2023年12月9日  |
| ×    | ムハンマド・モカエフ       | 3R 3:03 肩固め                 | UFC 294: Makhachev vs. Volkanovski 2                                 | 2023年10月21日 |
| ○    | ビクトル・アルタミラノ     | 5分3R終了 判定3-0              | UFC on ESPN 46: Kara-France vs. Albazi                               | 2023年6月3日   |
| ○    | タギル・ウランベコフ       | 5分3R終了 判定3-0              | UFC 272: Covington vs. Masvidal                                      | 2022年3月5日   |
| ×    | マテウス・ニコラウ         | 5分3R終了 判定0-3              | UFC Fight Night: Dern vs. Rodriguez                                  | 2021年10月9日  |
| ○    | ジョーダン・エスピノーサ   | 5分3R終了 判定3-0              | UFC 259: Błachowicz vs. Adesanya                                     | 2021年3月6日   |
| ○    | ライアン・ベノワ           | 5分3R終了 判定3-0              | UFC on ESPN 13: Kattar vs. Ige                                       | 2020年7月16日  |
| ×    | ブランドン・ロイバル       | 2R 3:18 肩固め                 | UFC on ESPN 9: Woodley vs. Burns                                     | 2020年5月30日  |
| ×    | アスカル・アスカロフ       | 5分3R終了 判定0-3              | UFC 246: McGregor vs. Cowboy                                         | 2020年1月18日  |
| ×    | デイブソン・フィゲイレード | 1R 3:08 ギロチンチョーク       | UFC Fight Night: Joanna vs. Waterson                                 | 2019年10月12日 |
| ○    | マーク・デ・ラ・ロサ       | 2R 1:41 アナコンダチョーク     | UFC 219: Cyborg vs. Holm                                             | 2017年12月30日 |
| ×    | ベン・ウェン               | 1R 0:49 リアネイキッドチョーク | UFC Fight Night: Lewis vs. Hunt                                      | 2017年6月11日  |
| ○    | ルイス・スモルカ           | 5分3R終了 判定3-0              | UFC on FOX 24: Johnson vs. Reis                                      | 2017年4月15日  |
| ×    | デメトリアス・ジョンソン   | 5分5R終了 判定0-3              | The Ultimate Fighter 24 Finale 【UFC世界フライ級タイトルマッチ】     | 2016年12月3日  |
| ○    | ペドロ・ノーブリ           | 5分5R終了 判定3-0              | Titan FC 37: Simon vs. dos Santos 【Titan FCフライ級タイトルマッチ】 | 2016年3月4日   |
| ○    | フェリペ・エフライン       | 5R 2:30 ギロチンチョーク       | Titan FC 35: Healy vs. Hawn 【Titan FCフライ級タイトルマッチ】       | 2015年9月19日  |
| ○    | イリアルジ・サントス       | 5分5R終了 判定3-0              | Titan FC 34: Healy vs. Edwards 【Titan FCフライ級王座決定戦】        | 2015年7月18日  |
| ×    | ザック・マコウスキー       | 5分3R終了 判定0-3              | UFC Fight Night: Henderson vs. Thatch                                | 2015年2月14日  |
| ×    | ジョセフ・ベナビデス       | 1R 4:08 ギロチンチョーク       | UFC 172: Jones vs. Teixeira                                          | 2014年4月26日  |
| ×    | アリ・バガウティノフ       | 5分3R終了 判定0-3              | UFC 167: St-Pierre vs. Hendricks                                     | 2013年11月16日 |
| ○    | ルイス・ゴーディノ         | 5分3R終了 判定3-0              | UFC 164: Henderson vs. Pettis                                        | 2013年8月31日  |
| ○    | ジャレッド・パパジアン     | 5分3R終了 判定3-0              | The Ultimate Fighter 16 Finale                                       | 2012年12月15日 |
| ×    | ジョン・ドッドソン         | 5分3R終了 判定0-3              | UFC on FOX 3: Diaz vs. Miller                                        | 2012年5月5日   |
| ○    | ジョシュ・レイブ           | 1R 0:28 ダースチョーク         | RFA 2: Yvel vs. Alexander                                            | 2012年3月30日  |
| ○    | ジェンス・パルヴァー       | 2R 2:12 KO（膝蹴り）           | RFA 1: Elliott vs. Pulver                                            | 2011年12月16日 |
| ○    | カシフ・ソラリン           | 1R 0:57 サブミッション         | Cowboy MMA: Caged Cowboys                                            | 2011年5月21日  |
| ○    | ジョン・マクダウェル       | 1R 2:56 TKO（パンチ）          | Art of War Cage Fights                                               | 2011年2月26日  |
| ○    | ビクター・ドミンゲス       | 5分3R終了 判定3-0              | C3 Fights: Slammin Jammin Weekend 6                                  | 2010年10月22日 |
| ○    | コーディ・フラー           | 3R 3:24 三角絞め               | Bricktown Brawl 5                                                    | 2010年6月25日  |
| ○    | マイケル・カステル         | 1R 2:01 リアネイキドチョーク   | Bricktown Brawl 4                                                    | 2010年4月2日   |
| ○    | ビクター・ヴェロキオ       | 1R 1:33 KO（パンチ）           | BB 3: Holiday Havoc                                                  | 2009年12月11日 |
| ×    | ジャッキー・ブライアント   | 1R 0:52 TKO（パンチ）          | Bricktown Brawl 2                                                    | 2009年8月28日  |
| ×    | シェーン・ハウエル         | 1R 4:52 三角絞め               | Harrah Fight Night                                                   | 2009年6月27日  |
| △    | ジェロド・スプーン         | 3分3R終了 判定1-1              | Bricktown Brawl 1                                                    | 2009年5月8日   |

### 総合格闘技エキシビション
| 勝敗 | 対戦相手             | 試合結果                   | 大会名                                                                         | 開催年月日    |
| ○    | 扇久保博正           | 5分3R終了 判定3-0          | The Ultimate Fighter: Tournament of Champions 【フライ級トーナメント決勝】     | 2016年8月10日 |
| ○    | エリック・シェルトン | 5分2R終了 判定2-0          | The Ultimate Fighter: Tournament of Champions 【フライ級トーナメント準決勝】   | 2016年8月3日  |
| ○    | マット・シュネル     | 1R 3:26 ギロチンチョーク   | The Ultimate Fighter: Tournament of Champions 【フライ級トーナメント準々決勝】 | 2016年7月27日 |
| ○    | チャーリー・アラニス | 1R 1:51 ブルドッグチョーク | The Ultimate Fighter: Tournament of Champions 【フライ級トーナメント一回戦】   | 2016年7月19日 |

## 獲得タイトル
- 初代Titan FCフライ級王座（2015年）
- The Ultimate Fighter 24 フライ級トーナメント 優勝（2016年）

## 表彰
- ブラジリアン柔術 青帯
- UFC ファイト・オブ・ザ・ナイト（3回）
- UFC パフォーマンス・オブ・ザ・ナイト（3回）